# 어벤저스 (마블 코믹스)
어벤저스는 마블 코믹스에 등장하는 미국 만화 슈퍼히어로의 가공 팀으로, 1963년 9월 작가 스탠 리와 화가 겸 공동 개요자 잭 커비에 의해 탄생했다. DC 코믹스의 저스티스 리그의 성공에 감명을 받아 이 팀이 형성되었다. 지구 최강의 영웅들이라는 별칭이 붙은 어벤져스는 원래 행크 핌, 헐크, 아이언맨, 토르, 와스프가 초창기 멤버였다. 캡틴 아메리카는 4권에서 얼음에 갇힌 채 발견되었고, 그가 되살아나자 그는 팀에 참여했다. 팀의 주요 멤버는 자주 바뀌었으나 한가지 주제만은 변치 않았는데, "어벤저스는 슈퍼히어로 혼자서는 맞설 수 없는 적과 싸운다"는 것이었다. "어벤저스 어셈블!"이라는 구호로 유명한 팀은 뮤턴트, 인휴먼즈, 로봇, 외계인, 초자연적 존재와 옛날의 적들, 그리고 주로 뛰어난 인간들로 구성되어 있다.
팀은 만화책 외의 다양한 애니메이션 TV 시리즈와 비디오 영화를 비롯한 여러 매체에서 등장했다. 2012년 조스 웨던이 감독을 맡은 어벤져스는 북미 박스 오피스 1위를 기록하기도 했다. 두 번째 영화인 어벤져스: 에이지 오브 울트론은 2015년 5월 1일 개봉했다. 마지막 영화인 어벤져스: 인피니티 워는 2018년에, 후속작인 어벤져스: 엔드게임은 2019년 4월 24일 개봉했다.

## 출판 역사
1963년 9월 어벤저스 1호가 출판되었다. 저스티스 리그처럼 어벤저스는 스탠 리와 잭 커비가 창조한 이전의 슈퍼히어로 주인공들의 집합체였다. 최초의 시리즈는 1964년 7월 6호부터 2달마다 출판되다가 1996년 9월의 402호부터는 연간 출판물 및 미니시리즈 등을 비롯한 몇몇 연속 출판물들이 1달마다 출판되었다. 1970년대 중반 잠시 동안은 규모가 큰 자매 출판물도 등장했었다. 다른 연속 출판물에는 1984년 4개의 미니시리즈에서 출판을 시작한 웨스트 코스트 어벤저스가 있는데 1994년까지 102호 분량의 시리즈가 나왔고, 47호부터는 어벤저스 웨스트 코스트로 이름을 바꾸었다. 40호 분량의 솔로 어벤저스도 있었는데 이들은 21호부터 어벤저스 스포트라이트로 이름을 바꾸었다.
1996년부터 2004년까지 마블은 주요 어벤저스의 출판물을 3번이나 다시 선보였다. 1996년 "히어로즈 리본"이라는 줄거리가 평행 우주라는 공간에서 사작되어 마블의 주요 만화 흐름이 이어지는 것과 관계없는 개조된 역사를 보여주었다. 어벤저스 3권이 다시 선보여져 1998년부터 2004년까지 84개의 호가 개진되었다. 원본 시리즈의 500호와 우연히 일치했기 때문에, 마블은 호수를 바꾸어 2004년 9월부터 12월까지의 500호에서 503호와 2005년 1월에의 어벤저스 피날레가 어벤저스 디스어셈블로 변경되었다. 2005년 1월, 새로운 팀이 버전이 뉴 어벤저스, 마이티 어벤저스, 어벤저스: 이니셔티브, 그리고 다크 어벤저스로 이어졌다. 어벤저스 4권이 2010년 7월 처음 출시되어 2013년 1월까지 연재되었다. 시크릿 워 이후 새로운 어벤져스 팀인 올 뉴 올 디퍼런트 어벤저스가 프리 코믹북 데이에 출시되었다.

### 1960년대
아스가르드 신 로키가 그의 이복 형제인 토르에 맞서 복수를 꿈꿀 때 그의 음모를 알리고 행크 핌에게 로키가 앞잡이로 쓴 토르와 헐크를 도울 목적으로 아이언맨, 와스프, 앤트맨인 행크 핌을 집합시켰다. 팀이 로키를 물리친 이후, 행크 핌은 5명이 함께 일하는 것이 효율적이라고 말하며 그들에게 팀을 결성하자고 제안했고, 와스프가 이 팀의 이름을 어벤저스로 짓게 되었다. 이후 팀 멤버는 급속하게 바뀌었다. 2호에서 앤트맨인 행크 핌은 자이언트 맨으로 바뀌었고, 헐크는 다른 팀원들이 그의 불안정한 성격을 얼마나 두려워하는 지 깨닫고 팀을 떠난다. 캡틴 아메리카가 4호에서 곧 팀에 참여하였고, 그는 헐크를 대신하여 창립 멤버가 되었다. 어벤저스는 마스터즈 오브 이블을 결성한 제모 남작, 정복자 캉, 원더맨 그리고 네파리아 백작과 같은 적들과 맞서 싸웠다.
중요한 이정표는 캡틴 아메리카를 제외한 모든 팀원들이 사임한 이후였다. 이들은 호크아이, 블랙 위도우, 스칼렛 위치, 퀵실버로 대체된다. 자이언트 맨은 이제 그 스스로를 골리앗으로 불렀으며, 와스프가 다시 참여하게 된다. 허큘리스가 팀의 일원이 되며, 블랙 나이트, 블랙 위도우,는 어벤져스에 참가만 했지만 1년 후에 정식적인 팀원이 되었다. 스파이더맨이 어벤저스 참가를 요청받았지만 그는 거절했다. 블랙 팬서가 그림 리퍼로부터 팀을 구한 이후 팀에 참여한다. 엑스맨 45호가 어벤저스 53호와 교차되었다. 이는 이후 비전이라는 안드로이드의 도입으로 이어졌다. 핌은 59호에서 그의 정체성을 옐로우재킷이라고 밝혔으며 그 다음 달에 와스프와 결혼했다.
어벤저스의 본부는 토니 스타크의 호의로 어벤저스 맨션이라 불리는 뉴욕 시의 건물에 있었으며 맨션은 어벤저스의 믿음직한 비서이자 기술 및 방어 체계에 뛰어난 에드윈 자비스가 맡고 있었다. 프리퀄 만화인 1999년 12월의 어벤저스 1호 2분의 1은 1호와 2호 사이의 이야기에 중점을 맞추고 있는데, 앤트맨이 자이언트맨이 되기로 한 결정에 대해 중점을 두고 있다.

## 같이 보기
- 다크 어벤저스
- 빅 히어로 6
- 윈터 가드
- 저스티스 리그